# Халил, Ахмед (тунисский футболист)
Ахме́д Хали́л (араб. أحمد خليل‎, фр. Ahmed Khalil, рожд. 21 декабря 1994, Кайруан, Тунис) — тунисский футболист, полузащитник клуба «Клуб Африкэн» и национальной сборной Туниса.

## Клубная карьера
Во взрослом футболе дебютировал в 2013 году выступлениями за «Кайруан», в котором провел один сезон, приняв участие в 17 матчах чемпионата.
В состав клуба «Клуб Африкэн» присоединился летом 2014 года. С тех пор успел сыграть за команду из Туниса 26 матчей в национальном чемпионате.

## Выступления за сборную
В составе молодёжной сборной принимал участие в Кубке африканских наций U-23 в 2015 году в Сенегале, где команда не вышла из группы.
26 января 2016 года дебютировал в официальных матчах в составе национальной сборной Туниса на Чемпионате африканских наций 2016 года в матче против сборной Нигера.
В составе сборной стал участником Кубка африканских наций 2017 года в Габоне.